# Elise Ewert

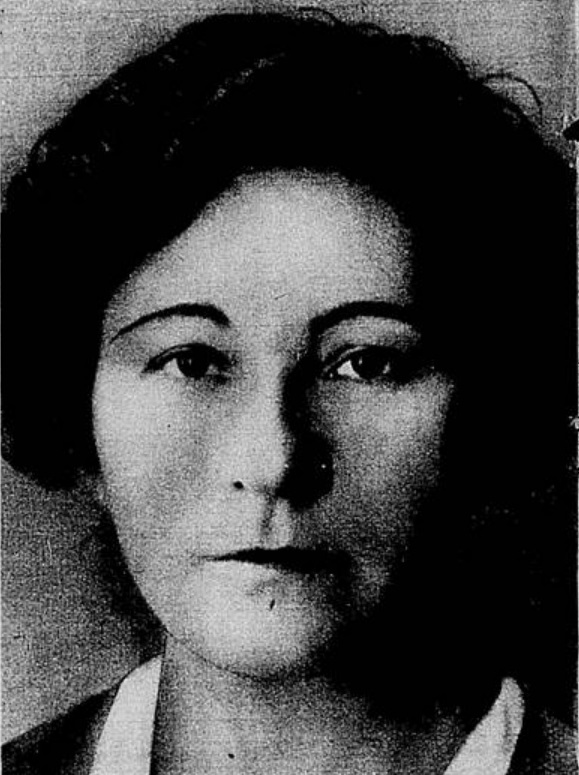
Elise Ewert, 1936

Elise Ewert genannt Sabo, geborene Auguste Elise Saborowski (* 14. November 1886  in Borczymen; † 2. Februar 1940 im KZ Ravensbrück) war eine deutsche Übersetzerin und Widerstandskämpferin gegen den Nationalsozialismus.

## Leben
Ewert wurde als Tochter polnischer Eltern in Ostpreußen geboren. Der Vater war Dorfschmied und die Mutter Lehrerin. Beruflich war sie in Berlin als Telefonistin und Stenokontoristin tätig.
Im Mai 1914 emigrierte sie mit ihrem Lebensgefährten und späteren Ehemann Arthur Ewert nach Kanada, wo sich beide sozialistischen Gruppen anschlossen und bis 1919 an Antikriegsaktivitäten beteiligten. Im November 1918 wurden in Ontario anonyme Flugblätter verteilt mit der Überschrift „Der Frieden und die Arbeiter“ und zur Bildung von Arbeiter- und Soldatenräten aufgerufen.  Als angebliche Herausgeber wurden Arthur und Elise Ewert am 23. März 1919 in Toronto verhaftet. Arthur Ewert wurde wenige Wocher später nach Deutschland abgeschoben, Elise erst nach einem Jahr Gefängnisaufenthalt. Im September 1922 heiraten Arthur und Elise Ewert, nach zehn Jahren des Zusammenlebens.
Ewert arbeitete im Apparat der Komintern bzw. der Kommunistischen Partei Deutschlands (KPD), unter anderem in dem von Clara Zetkin geleiteten westeuropäischen Büro der Kommunistischen Fraueninternationale in Berlin. 1926 war sie in Moskau für die Presseabteilung der Komintern tätig.
Im Sommer 1927 reiste sie mit ihrem Mann in die USA im Auftrag der Komintern, um die Kommunistische Partei der USA (CPUSA) zu unterstützen. In New York trafen sie die US-Schriftsteller Theodore Dreiser und Upton Sinclair, lernten den mexikanischen Maler Diego Rivera kennen und engagierten sich in der Befreiungskampagne für Sacco und Vanzetti.
Anfang der 1930er Jahre lernte sie Ruth Werner in China kennen. 1934 ging das Ehepaar Ewert nach Brasilien, wurde dort jedoch Ende des darauffolgenden Jahres verhaftet und von Polizisten gefoltert. Elise Ewert wurde zudem vor den Augen ihres Ehemannes vergewaltigt. 1936 wurde sie gemeinsam mit der schwangeren Olga Benario von Brasilien an Deutschland ausgeliefert. 1937 wurde sie ins KZ Moringen gebracht, später in den Konzentrationslagern Lichtenburg und Ravensbrück eingesperrt. Sie starb an den Folgen von Misshandlungen im KZ Ravensbrück.